# ГЕС Ашаги-Калекей
ГЕС Ашаги-Калекей  (тур. Aşağı Kaleköy Barajı) – гідроелектростанція, що споруджується на південному сході Туреччини. Знаходячись між ГЕС Yukarı Kaleköy (вище по течії) та ГЕС Бейхан 1, входитиме до складу каскаду на Мураті (лівий витік Євфрату).
В межах проекту річку перекриють комбінованою греблею, котра включатиме лівобережну кам’яно-накидну частину із асфальтовим ядром та правобережну ділянку із ущільненого котком бетону. Вони матимуть об’єм 6,1 млн м3 та 2,1 млн м3 відповідно при висоті 107 метрів (від фундаменту, висота від дна річки – 95 метрів), довжині 945 метрів (в т.ч. 651 метр кам'яно-накидна частина) та товщині по гребеню 10 метрів. На час будівництва вода відводиться за допомогою двох тунелів довжиною 0,37 км та 0,4 км з діаметрами по 9,5 метра. Гребля  утримуватиме водосховище з об’ємом 432 млн м3 та припустимим коливанням рівня у операційному режимі між позначками 1085 та 1100 метрів НРМ (у випадку повені останній показник зростатиме до 1104 метрів НРМ). 
Зі сховища ресурс подаватиметься до пригреблевого машинного залу через три водоводи діаметрами по 7,4 метра та один з діаметром 4,2 метра. Основне обладнання станції становитимуть чотири турбіни типу Френсіс – три потужністю по 155,5 МВт та одна  показником 33,5 МВт. При напорі у 88 метрів вони повинні забезпечувати виробництво 1,2 млрд кВт-год електроенергії на рік. 
Введення електростанції у експлуатацію заплановане на 2020 рік.